# Plattsättare

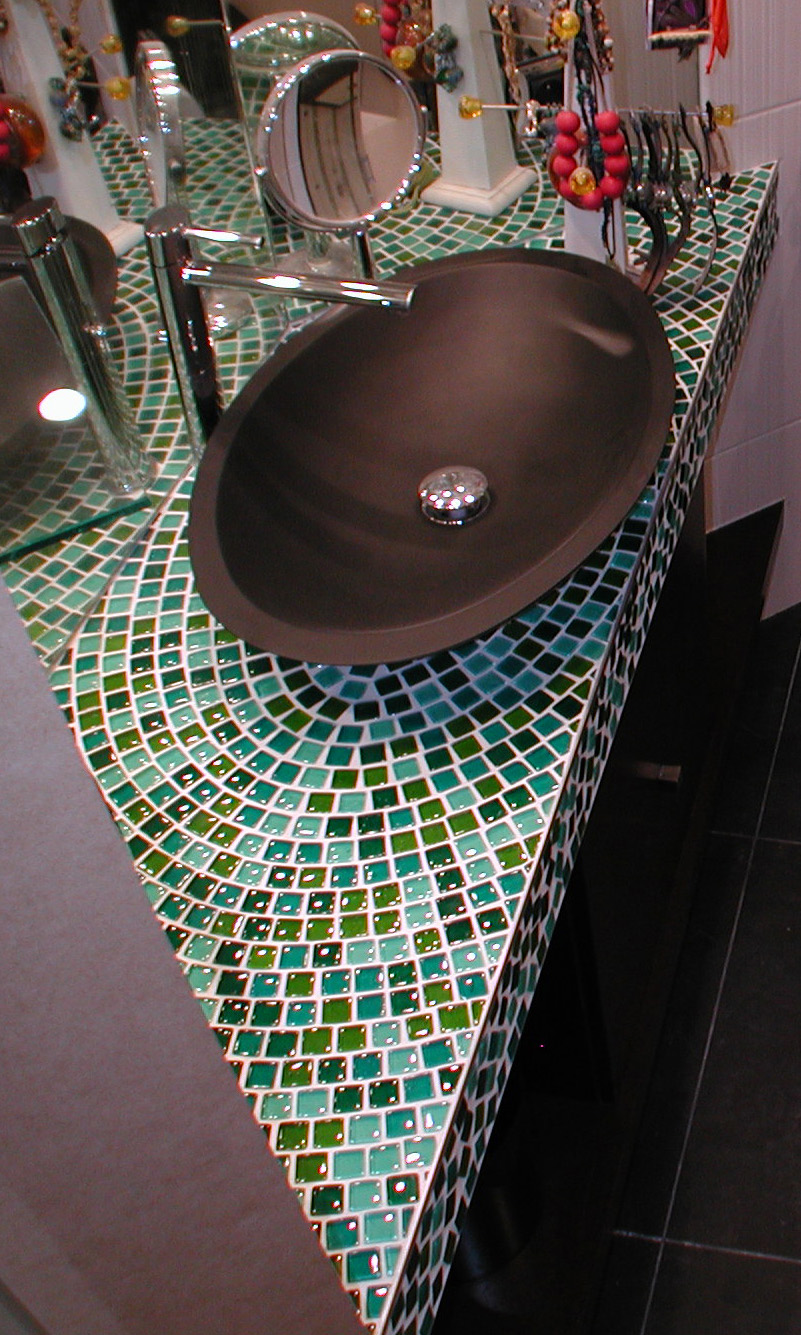
Mosaik i badrum

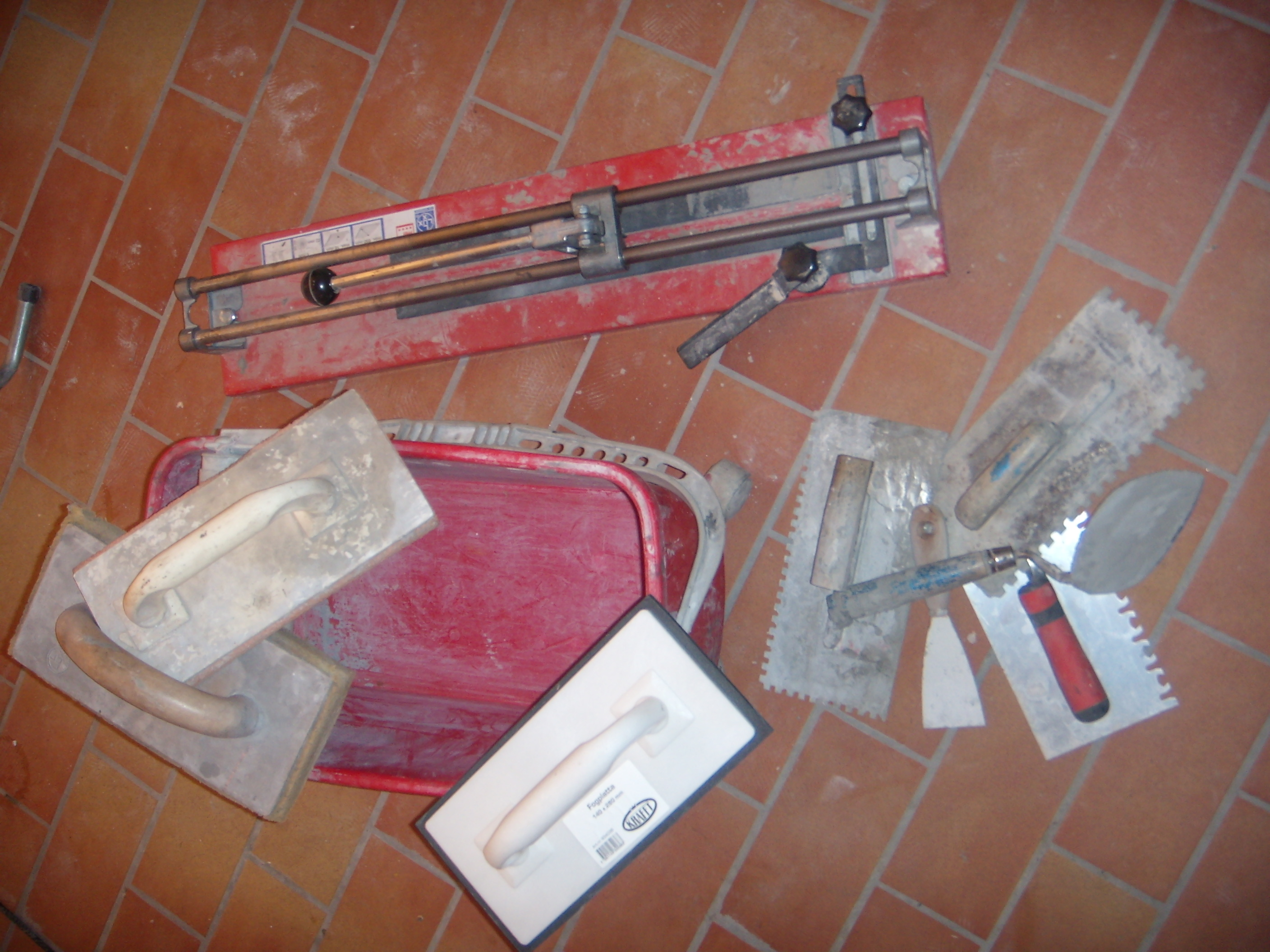
Några grundläggande verktyg för plattsättare: Kakelskärare, tandad spackel och fogverktyg för fogning

Plattsättare sätter keramiska plattor såsom kakel och klinker eller plattor av natursten samt terrazzo.
Plattsättare har en del annan utrustning än en murare, i många länder är dessa en särskild yrkesgrupp som endast sätter plattor i bruk. I dag används oftast särskilda bruk utvecklade för plattsättning, tunnskiktsbruk ofta kallat för sättbruk eller kakelfix samt olika fogbruk. Plattsättaren använder vattenpass och laser. Plattsättaren arbetar med kakelskärare och brukslev, för håltagning används hålsågar för keramik samt vinkelslip och kakeltänger. 
I Sverige utbildas plattsättare på 
Bygg- och anläggningsprogrammet på gymnasiet efterföljt av cirka 1,5 år som lärling på ett yrkesföretag.
Plattsättare arbetar i våtutrymmen eller andra utrymmen som behöver keramiskt ytskikt. Plattsättaren skall i Sverige ha behörighet via GVK eller PER (Byggkeramikrådet) som är branschorganisationer, för att utföra tätskikt. 
Det är inget specifikt krav för en husägare som vill utföra ett sådant arbete efter de regler och bestämmelser som finns, dock med hänsyn till sitt rådande försäkringsbolag.